# V.F. Johanson
Väinö Fritiof Johanson, V.F. Johanson, född 10 december 1893 i Kyrkslätt, död 11 juni 1948 i Helsingfors, var en finländsk agrarpolitiker. 
Johanson var jordbrukare i Kyrkslätt och valdes i januari 1918 till ordförande i Sigurdskårens stab. Han blev filosofie doktor 1920 och docent i agrarpolitik vid Helsingfors universitet 1927. Han kritiserade den politik som hade lett till svår skuldsättning för ett stort antal lantbrukare. Han hade under Lapporörelsens första år en betydande roll i det fördolda och blev hösten 1931 ledare för en flygel av den sa kallade kristidsrörelsen, som en kort tid uppträdde som en allvarlig konkurrent till Lapporörelsen. Han hölls 1932 i några månaders husarrest av regeringen, som med denna åtgärd ville dämpa hans politiska aktiviteter, dock utan att lyckas. Johanson sökte även samarbete med flera av de små nazistiska grupperingar som vid denna tid uppträdde i Finland. Stor uppmärksamhet väckte vidare ett ärekränkningsmål där han enligt Högsta domstolens utslag 1936 dömdes till fyra månaders villkorligt fängelse för att i en skrift ha smädat bland andra Risto Ryti och Kyösti Kallio.